# Richthofen, der rote Ritter der Luft
Richthofen, der rote Ritter der Luft ist ein im Ersten Weltkrieg spielendes, deutsches Liebes-, Flieger- und Spionage-Stummfilmdrama mit Carl Walther Meyer in der Titelrolle des „roten Barons“ Manfred von Richthofen.

## Handlung
Umrahmt von zahlreichen (den Archiven entnommenen) Fliegerszenen von der Westfront (östliches und nördliches Frankreich) erzählt der Film eine Liebes- und Spionagegeschichte: Der Deutsche Werner Dewall, der der Fliegerstaffel Manfred von Richthofens angehört, ist in einem Schloss in der Champagne einquartiert worden. Hier lernt er die liebreizende Suzanne de Val kennen, deren Vater, der Schlossherr, ein erbitterter Feind der Deutschen ist. Beide jungen Leute verlieben sich ineinander, was einen Nebenbuhler um die Gunst Suzannes auf den Plan ruft. Um Dewall als Spion und Verräter zu belasten, stiehlt er wichtige Kriegspläne der Deutschen und gibt diese an die Franzosen weiter.
Geschwaderchef von Richthofen sieht sich daraufhin zum Eingreifen genötigt und schickt Dewall zum Standplatz seiner Einheit zurück. Damit sind die beiden Liebenden vorerst einmal getrennt. Der Nebenbuhler nutzt die Gunst der Stunde, um Werner Dewall mit Verleumdungen bei Suzanne anzuschwärzen, woraufhin diese sich tatsächlich innerlich vom Fliegerkameraden Richthofens entfernt. Dewall soll sogar den angeblichen Tod ihres Bruders verursacht haben. Manfred von Richthofen bringt jedoch die Wahrheit an den Tag, denn Dewall hat Bruder Charles sogar das Leben gerettet, und kann damit das deutsch-französische Pärchen in Frieden wieder zusammenbringen. In der letzten Filmszene ist die feierliche Beisetzung von Richthofens zu sehen.

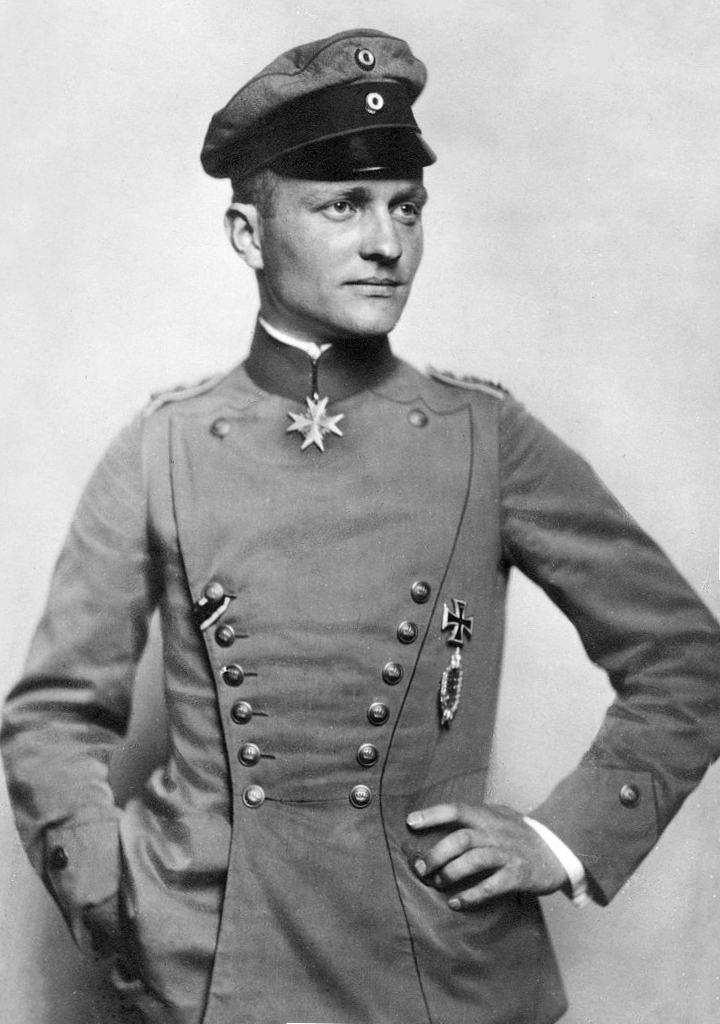
Der reale Manfred von Richthofen

## Produktionsnotizen
Richthofen, der rote Ritter der Luft gilt, neben Hollywoods Flügel aus Stahl, als der erste Fliegerfilm der Geschichte, mit dem die filmische Heldenverehrung von Weltkriegsteilnehmern ihren Anfang nahm. Der Streifen entstand im August und September 1927 in den Berliner Jofa-Ateliers. Der aufgrund seiner patriotischen Tendenz für die Jugend freigegebene Sechsakter besaß eine Länge von 2343 Metern und wurde bereits im November 1927 erstmals gezeigt. Am 20. Januar 1928 erfolgte im Germania-Palast die Berliner Premiere. In Österreich (Wien) wurde der Film ab dem 8. Juni 1928 gezeigt.
Produzent Peter Heuser führte unter dem Pseudonym Peter Joseph auch Regie.
Die Filmbauten gestaltete August Rinaldi, Walter Lichtenstein besorgte die Standfotografie. Die flugtechnische Beratung lag in den Händen von Konteradmiral a. D. Otto Philipp, während des Krieges von 1914 bis 1918 Befehlshaber der Marine-Luftfahrtabteilungen, und Oberleutnant Osterkamp.

## Kritik und Rezeption
Die Österreichische Film-Zeitung schrieb: „Der Film zeigt in ebenso schönen wie fesselnden Bildern  die Gefahren des Luftkampfes, die Heldentaten Richthofens, … den gigantischen Kampf des kleinen deutschen Geschwaders unter Richthofens Führung gegen die feindliche Flotte usw. Eine entzückende Liebesgeschichte, welche in diese Geschehnisse geschmackvoll eingewoben ist, steigert das Interesse an der Handlung in besonderem Maße.“
Die österreichische Wochenzeitung Mein Film urteilte: „Sehr geschickt wurde hier wahres Geschehen mit einer Liebeshandlung verknüpft.“.
Der Spiegel erinnerte Jahrzehnte später an die kostengünstige, längst in Vergessenheit geratene Produktion: „Der Film war eine verwickelte Liebes- und Spionagestory, in der der Titelheld nur eine Nebenrolle spielte. Das Budget reichte gerade für einen einzigen flugtüchtigen Dreidecker, ansonsten half man sich mit Realaufnahmen aus dem Kriegsarchiv. "Richthofen" lief damals in der Berliner Vorstadt und in der Provinz.“